# خانواده فوری (فیلم ۲۰۱۸)
خانواده فوری (انگلیسی: Instant Family) یک فیلم کمدی درام به کارگردانی شان آندرس و نویسندگی مشترک آندرس و جان موریس است که از سوی پارامونت پیکچرز در ۱۶ نوامبر ۲۰۱۸ به نمایش درآمد.

## چکیده داستان
پیت واگنر با همسرش الی یک زوج شاد هستند که با هم در مرمت و نوسازی خانه‌ها کار می‌کنند. پس از اینکه اعضای خانواده ای که فکر می‌کنند آنها بچه دار نخواهند شد، مسخره شان می‌کنند، آنها به فکر می‌افتند تا بچه ای به فرزندی بگیرند، گرچه این ابتکار عمل خود را چندان جدی نمی‌گیرند.
هنگامی که مددکاران اجتماعی که اقدامات آنها را دنبال می‌کنند؛ به آنان هشدار می‌دهند که لیزی یک برادر ده ساله به نام خوان و یک خواهر شش ساله به نام لیتا دارد، آنها تصمیم می‌گیرند پذیرفتن فرزند خوانده را رها کنند. اما وقتی نزدیکانشان از این انتخاب آنها آسوده‌خاطر می‌شوند و تصریح می‌کنند که هیچگاه واقعاً باور نمی‌کردند که پیت و الی بتوانند این کار را انجام دهند، الی عصبانی می‌شود و به آنها می‌گوید که او و پیت ثابت خواهند کرد که نزدیکانشان دربارهٔ آنها اشتباه می‌کنند؛ بنابراین بچه‌ها نزد خانواده واگنرها مستقر می‌شوند و اگر لیزی رفتار پرخاشگرانه اش را نگه می‌داشت، لیتا و خوان شروع به نزدیک تر شدن به این زوج می‌کردند. روزی بچه‌ها خبردار می‌شوند که کارلا، مادر معتاد به مواد مخدرشان، به تازگی از زندان آزاد شده و می‌خواهد آنها را ببیند. آنها ترس خود را از این خبر در یک جلسه گروه حمایت از بچه‌ها که در آن شرکت می‌کردند، ابراز می‌کنند.
بعدها زوج واگنر وقتی لیزی را هنگام فرستادن سلفی‌های برهنه برای پسری در مدرسه غافلگیر می‌کنند، وحشت زده می‌شوند. آنها در حالی که تلاش می‌کند با این پسر رو در رو شوند، با یک پسر دیگر به اشتباه مواجه می‌شوند و تازه معلوم می‌شود که دریافت کننده آن پیامها در واقع سرایدار ۲۲ ساله مدرسه بوده‌است.
رویارویی بدفرجام پیش می‌رود، چرا که پیت و الی دستگیر می‌شوند. جلسه دادگاهی که در آن قاضی باید سرنوشت کودکان را بین ماندن با مادرشان کارلا یا با خانواده ای که آنان را به فرزند خوانندگی گرفته، با تصمیم خود تعیین کند، به لطف شهادت لیزی در نتیجه به نفع کارلا تمام می‌شود. اما در روز شروع حکم دادگاه، مددکاران اجتماعی می‌آیند تا فاش کنند که کارلا برای بردن بچه‌ها نیامده و به نظر می‌رسد دوباره شروع به مصرف مواد مخدر کرده‌است. لیزی دل شکسته که همه کاری کرده تا پیش مادرش برگردد، فرار می‌کند. پیت و الی او را می‌یابند، به او می‌گویند که دوستش دارند و در نهایت همه با هم آشتی می‌کنند. چهار ماه بعد، پس از جلسه دادگاه دیگری، قاضی پذیرش فرزند خواندگی لیزی، خوان و لیتا را برای پیت و الی نهایی می‌کند.

## بازیگران
- مارک والبرگ
- رز بیرن
- ایزابلا مونر
- اکتاویا اسپنسر
- تام سگورا
- جولی هاگرتی
- ایلیزا شلسینجر